# Brachygalea albida
Brachygalea albida là một loài bướm đêm trong họ Noctuidae.